# Mascarades
Mascarades es una película del año 2008.

## Sinopsis
Un pueblo en Argelia. Mounir, fanfarrón y orgulloso, quiere que todos le admiren, pero tiene un talón de Aquiles: su hermana Rym, que se duerme en cualquier sitio. Una noche, a su regreso de la ciudad, bastante ebrio, anuncia en la plaza del pueblo que un rico hombre de negocios extranjero le ha pedido la mano de su hermana. Todos los habitantes le envidian. Atrapado por su mentira, cambiará el destino de los suyos sin habérselo propuesto.

## Premios
- Fespaco 2009 (Burkina Faso)
- Festival Francophone de Namur 2008 (Bélgica)
- Festival Francophone d’Angoulême 2008 (Francia)
- Dubai International Film Festival 2008